# Eccidio di Madonna dell'Albero
L'eccidio di Madonna dell'Albero è stata una strage nazista avvenuta il 27 novembre 1944 nella località di Madonna dell'Albero, frazione di Ravenna.

## Il contesto bellico
All’arrivo dell’esercito degli Alleati nella provincia di Ravenna, le linee difensive tedesche erano già state rafforzate, sia a sud di Ravenna che lungo il corso dei Fiumi Uniti.
L'esercito tedesco durante l’occupazione operò sulla conformazione idrogeologica della zona, garantendosi così il rallentamento dell'avanzata Alleata, allagando il territorio tra i due fronti nemici. Anche se il 1º novembre del 1944 oltrepassarono il fiume Savio, gli Alleati furono fermati
dall'impianto difensivo approntato dalle truppe naziste. Questi fecero tracimare gli argini dei Fiumi Uniti a nord della zona Ville Unite, allagando così i campi che li dividevano dalle linee Alleate, costellando inoltre di avamposti militari le fasce di territorio più a sud, ritenute strategicamente molto rilevanti.
Madonna dell'Albero, località posta a 6 km a sud di Ravenna, divenne una posizione chiave all'interno del sistema difensivo tedesco. Nella frazione, situata presso la confluenza del Ronco nel Montone, si trovavano infatti i ponti Assi e della Cella, le due sole infrastrutture che garantivano l'accesso alla città da sud. A Madonna dell'Albero vennero stanziati in casa Gambi una trentina di soldati del 721º Reggimento della 114. Jäger-Division comandato dal colonnello Lothar Berger. Verso la metà di novembre i nazisti iniziarono poi a minare i campi e a distruggere le principali infrastrutture a sud di Ravenna per rallentare ulteriormente l'avanzata alleata.
Il 16 novembre un ragazzo di 19 anni, Domenico Marzaloni, saltò in aria poggiando il piede su una mina. Il giorno dopo il giovane parroco di Villa dell'Albero, don Domenico Turci, venne prelevato ed ucciso dai tedeschi per la sola colpa di aver segnalato, con dei rametti sempreverdi, i punti in cui potevano essere disposte le mine. Nel 1954 gli fu conferita la Medaglia d'oro alla memoria. 

## La strage
Negli ultimi giorni di novembre il grosso delle truppe nazifasciste si ritirò a nord di Ravenna, lungo gli argini del Lamone. Il 27 novembre un'avanguardia di canadesi e partigiani in perlustrazione si scontrò con il presidio tedesco di casa Gambi. Nel conflitto a fuoco rimase ucciso un nazista. Ritiratesi senza perdite le forze alleate, i tedeschi iniziarono a rastrellare le case di via Nuova a caccia di partigiani. Visto l'esito negativo del rastrellamento, i nazisti decisero così di raggruppare le famiglie della zona. Una volta giunti in località Borghetto rinchiusero tutti i civili rastrellati in un capanno di canne, in tutto una ventina, e li fucilarono a raffiche di mitragliatrice. Poco dopo vennero giustiziati a fucilate e bombe a mano anche i restanti abitanti all'interno delle case Gambi, Chiari, Ricci e Rivalta. Subito dopo, i corpi delle vittime vennero occultati dagli stessi tedeschi sotto un cumulo di letame per celare il crimine commesso.

## Conseguenze
Il 5 dicembre successivo i soldati della 5ª divisione del I Canadian Corps liberarono Ravenna. In quegli stessi giorni la 114. Jäger-Division tedesca si ritirò verso Sant'Alberto dove continuò a mietere vittime uccidendo una quindicina di partigiani e rastrellando oltre 190 civili.

## Vittime
Furono uccisi a Madonna dell'Albero:
- Ballardini Luigi
- Bentivogli Norma
- Ballardini Sergio
- Ballardini Venere
- Bellavista Prima
- Benedetti Zaira
- Bissi Domenica
- Chiari Emiliano
- Chiari Giseldo
- Chiari Graziella
- Chiari Lidia
- Corbari Adelmo
- Corbari Alceste
- Corbari Bruno
- Corbari Libera
- Corbari Enrica
- Dalmonte Maria
- Farabegoli Guerrina
- Gambi Dina in Montanari
- Gambi Adelmo
- Gambi Giuseppe
- Gambi Pietro
- Gualtieri Pierina
- Gualtieri Saura
- Grassi Nevio
- Grassi Vittorio
- Landi Lucia
- Malta Giovanna
- Mazzotti Teresa
- Mazzotti Emidio
- Mazzotti Francesco
- Mazzotti Giuseppe
- Mazzesi Maria
- Mazzotti Silvana
- Mazzotti Dino
- Mazzotti Luigi
- Melandri Fabio
- Melandri Aminia
- Montanari Achille
- Montanari Anselmo
- Montanari Maria
- Paganin Maria
- Pondi Celso
- Pondi Luciano
- Pondi Francesco
- Pondi Dino
- Poletti Luigia
- Ricci Lina
- Ricci Ligio
- Ricci Stefano
- Rivalta Attilio
- Ronchi Ermenegilda
- Suprani Marina
- Suprani Primo
- Triossi Walter
- Zanotti Bianca

## Risvolti processuali
Il fascicolo dell'eccidio di Madonna dell'Albero, così come quello di altre stragi nazifasciste in Italia, venne archiviato provvisoriamente il 14 gennaio 1960 dal procuratore generale militare Enrico Santacroce in quello che sarà poi conosciuto come armadio della vergogna. Nel marzo 1999 i fascicoli di Madonna dell'Albero venne riconsegnato alla Procura Militare di La Spezia poiché le ricerche degli indagati avevano dato esito negativo. Il 30 marzo 2001 venne disposta l'archiviazione del caso dal giudice per indagini preliminari Marco De Paolis.

## Monumenti ed omaggi
Nel novembre 1946 venne costruito un sacrario per ospitare i resti delle vittime del massacro.